# Бережний Семен Петрович
Семен Петрович Бережний (1905, село Верхня Озеряна Харківського повіту Харківської губернії, тепер Харківського району Харківської області — 11 листопада 1964, місто Київ) — український радянський партійний діяч, 2-й секретар Сталінського обкому КП(б)У, завідувач відділів ЦК КП(б)У.

## Біографія
Народився в родині селянина. Трудову діяльність розпочав у 1922 році чорноробом на підприємствах міст Харкова і Мерефи.
Член ВКП(б) з 1931 року.
Освіта вища. Після закінчення хіміко-технологічного інститут працював начальником цеху Орджонікідзевського (тепер — Єнакієвського) коксохімічного заводу. З 1939 року — на партійній роботі в Сталінській області.
У 1940—1941 роках — 1-й секретар Орджонікідзевського (тепер — Єнакієвського) міського комітету КП(б)У Сталінської області.
У травні 1941 — березні 1944 року — завідувач відділу вугільної промисловості ЦК КП(б)У. Під час німецько-радянської війни перебував у розпорядженні військової ради Південно-Західного фронту.
У березні 1944 — травні 1945 року — 2-й секретар Сталінського обласного комітету КП(б)У.
З 1945 року — слухач Вищої школи партійних організаторів при ЦК ВКП(б) у Москві.
З лютого 1946 по травень 1948 року — завідувач відділу хімічної промисловості ЦК КП(б)У.
З травня 1948 по лютий 1951 року — інспектор ЦК КП(б)У.
З лютого 1951 по 1952 рік — начальник політичного відділу будівельно-монтажного управління № 11 «Укрводбуду».
З листопада 1952 по травень 1953 року — заступник голови правління Укрліспромради.
З травня 1953 року — начальник Управління хімічної промисловості Української ради промислової кооперації (Укрпромради).
З 1957 року — на керівній господарській роботі в Українській Раді народного господарства (Укрраднаргоспі).
На 1961 рік — начальник Укрголовхімпостачзбуту.
Потім — персональний пенсіонер у Києві. Помер 11 листопада 1964 року в Києві.

## Нагороди
- орден Трудового Червоного Прапора (23.01.1948)
- медалі